# Kazimierz Jasiński
Kazimierz Jasiński (12. prosince 1920 Jankowice – 8. srpna 1997 Toruň) byl polský historik a genealog specializující se především na piastovskou dynastii.

## Život
V roce 1939 absolvoval gymnázium a lyceum Jana III. Sobieského v Grudziądzi. Po druhé světové válce vystudoval historii na univerzitě Mikuláše Koperníka v Toruni. Absolvoval v roce 1949 a o rok později po obhájení práce Dzieje społeczno-polityczne Wielkopolski w latach 1250–1279 získal doktorát z humanitních věd. V roce 1958 se na základě práce Chronologia polska habilitoval a získal titul docent.
V roce 1968 se stal mimořádným a v roce 1977 pak řádným profesorem humanitních věd. V roce 1994 se stal dopisujícím členem Polské akademie věd. Byl také čestným členem polské heraldické společnosti (Polskie Towarzystwo Heraldyczne). Jeho synem je historik Tomasz Jasiński.

## Publikace
- Tragedia Rogozińska 1296 r. na tle rywalizacji wielkopolsko-brandenburskiej o Pomorze Gdańskie, Zapiski Historyczne, XXVI, 1961, z.4
- Rodowód Piastów śląskich, t. 1-3, Wrocław 1973, 1975, 1977 (jednotomowy reprint Kraków 2007)
- Rodowód pierwszych Piastów, Warszawa - Wrocław (1993, ISBN 8385218327)
- Genealogia Piastów wielkopolskich. Potomstwo Władysława Odonica, [w:] "Kronika miasta Poznania" 1995
- Prace wybrane z nauk pomocniczych historii (1996, ISBN 8323107653)
- Kielich płocki wraz z pateną - dar księcia mazowieckiego Konrada I, [w:] Człowiek w społeczeństwie średniowiecznym, Warszawa 1997
- Genealogia księcia mazowieckiego Siemowita I, Prace Komisji Historycznej PTPN, T. 55, 1997
- Rodowód Piastów mazowieckich, Poznań-Wrocław 1998 (początkowo dostępna w zamkniętym obiegu, powszechnie dostępna od 2008)
- Rodowód Piastów małopolskich i kujawskich Wrocław 2001, ISBN 8391356353